# Heidbergmühle
Die Heidbergmühle (manchmal auch Heidbergsmühle genannt) ist eine Turmholländermühle östlich des Meerbuscher Stadtteils Lank. Die Mühle ist heute nur noch als Stumpf ohne Flügel erhalten und wird als Wohngebäude genutzt.
Die Mühle steht windgünstig leicht erhöht auf dem Heidberg, einer durch Dünenablagerungen entstandenen, hochwassersicheren, früher offenbar heidekrautbewachsenen Anhöhe zwischen Lank und Nierst.

## Geschichte

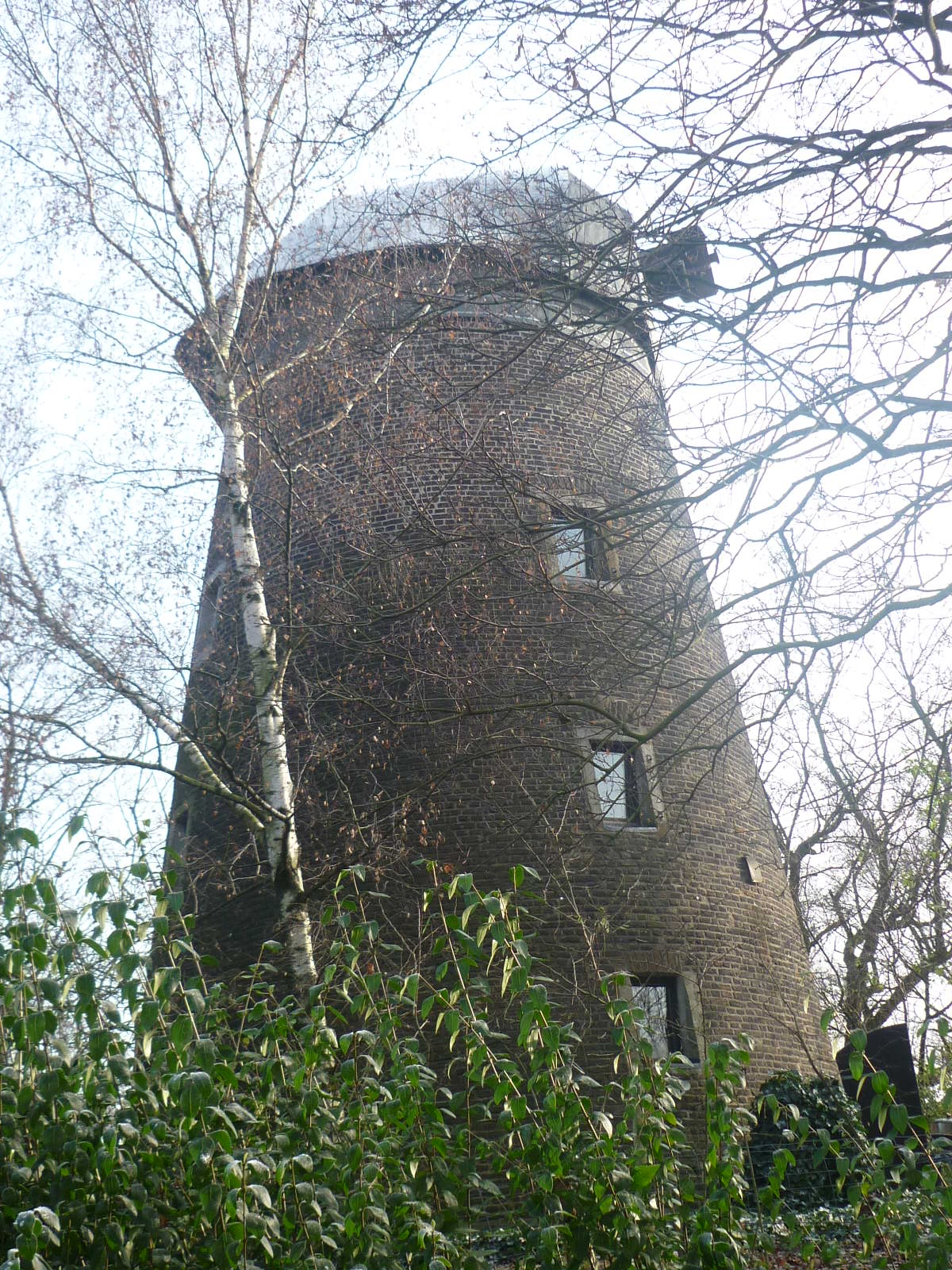
Die Mühle aus Richtung Westen (Zustand 2010)

Im Jahre 1750 wurde Lank aus dem Mühlenzwang der Linner Mühlen (Geismühle und Wassermühle) entlassen und erhielt die Erlaubnis, eine eigene Mühle zu errichten. Dies war die Heidbergmühle (erbaut 1751/52); die Teloy-Mühle in Lank entstand erst 70 Jahre später. In einer Statistik von 1832 wird die Heidbergmühle nur „Alte Mühle“, die kurz zuvor errichtete Teloymühle nur „Neue Mühle“ genannt.
Ab 1886 bis 1904 wurde die Mühle bei Windstille auch als Dampfmühle betrieben. Die Mühle wurde bis 1926 betrieben. Vom derzeitigen Besitzer, der das Mühlenanwesen seit 1970 bewohnt, wurde das Anwesen naturnah gestaltet. Heute ist die ehemals freistehende Mühle von hohen Bäumen umgeben.
Als Instandhaltungsmaßnahme wurde die Mühlenhaube 1980 neu gedeckt.
Die Mühle ist eines der Meerbuscher Baudenkmäler.